# Pearl Buck
Pour les articles homonymes, voir Buck.
Pearl Sydenstricker (épouse Buck), connue aussi sous son nom chinois Sai Zhenzhu ( 賽珍珠),, est née à Hillsboro (Virginie-Occidentale) le 26 juin 1892, et morte le 6 mars 1973 à Danby (Vermont). Elle est une femme de lettres américaine et a obtenu le prix Nobel de littérature en 1938.

## Biographie
Alors qu'elle n'a que 3 mois, ses parents missionnaires presbytériens partent pour la Chine près de Chinkiang, puis à Shanghaï, où elle va apprendre le mandarin avant l'anglais. Elle fait ses études universitaires à Randolph Macon à Lynchburg en Virginie, puis retourne en Chine où elle épouse en 1917 John Buck, un ingénieur agronome américain, avec qui elle part à Suzhou, dans l'Est de la Chine. Elle s'établit ensuite à Nankin jusqu'à 1927, puis au Japon et revient en 1933 aux États-Unis, où elle divorce en 1935.
En 1930 paraît son premier roman inspiré par la Chine qui ouvre un grand cycle romanesque : Vent d'Est, Vent d'Ouest. En 1931, La Terre chinoise, inspiré par son séjour à Suzhou, connaît un immense succès. Elle est la première femme à être lauréate du prix Pulitzer, prix obtenu en 1932 pour La Terre chinoise. Cet ouvrage, adapté avec succès au cinéma sous le titre Visages d'Orient, est prolongé par Les Fils de Wang Lung (1932) et La Famille dispersée (1935). Elle obtient le prix Nobel de littérature en 1938 pour « ses descriptions riches et épiques de la vie des paysans en Chine et pour ses chefs-d'œuvre biographiques ».
La production littéraire de Pearl Buck est foisonnante et comprend des romans, des nouvelles, des pièces de théâtre, des essais, des recueils de poèmes et même un livre de cuisine. Certains de ses romans ont été écrits sous le pseudonyme de John Sedges. La plupart évoquent le pays de son enfance et s'inspirent de l'art populaire chinois. Ses œuvres, écrites dans un style simple et concis, communiquent au public occidental son amour pour la Chine et pour ses habitants. Leur succès est certainement pour beaucoup dans l'attrait en Occident pour cette région du monde. En Chine, où la popularité de l'auteur ne s'est jamais démentie, elle est considérée comme un vrai auteur chinois.
Dans Un cœur fier (1938), elle pose le problème de la femme artiste et expose le conflit d'une femme entre son œuvre de sculpteur et sa vie d'épouse et de mère.
La maladie de sa fille (la phénylcétonurie) lui inspire notamment L'enfant qui n'a pas pu grandir (1950). Pearl Buck adopta sept enfants.
Au début des années 1930, Pearl Buck a été l'une des voix pour la défense des droits de l'Homme « Civil Rights Movement » aux États-Unis. Elle a combattu toute sa vie les injustices et défendu les minorités ainsi que les droits des femmes. Elle créa la « Welcome House » première maison d’adoption « biraciale » au monde. Et en 1964, elle créa en Pennsylvanie « The Pearl S. Buck Foundation », appelée aujourd’hui la « Pearl S. Buck International ». C’est une organisation de parrainage d’enfants afin de leur apporter une aide dans leur propre pays en matière de santé, éducation et formation professionnelle.
Pearl Buck meurt d'un cancer du poumon à 80 ans, le 6 mars 1973. Elle est enterrée à Green Hills Farm à Perkasie en Pennsylvanie. Son nom chinois Sai Zhenzu ( 賽珍珠 ) est inscrit en calligraphie chinoise sur sa pierre tombale, telle qu’elle l’a dessinée.

## Œuvres
Seules sont listées les premières éditions françaises. Presque tous les titres ont connu plusieurs rééditions en poche.

### Romans
- Vent d'Est, Vent d'Ouest (1930) , traduit par Germaine Delamain, Paris, Stock, « Le Cabinet cosmopolite », 1932
- Trilogie La Terre chinoise

1. La Terre chinoise (1931) (prix Pulitzer du roman 1932), traduit par Théo Varlet, Paris, Payot, 1932
2. Les Fils de Wang Lung (1932), traduit par Théo Varlet, Paris, Payot, 1932
3. La Famille dispersée (1935), traduit par S. Campaux, Paris, Payot, 1935

- La Mère (1933), traduit par Germaine Delamain, Paris, Stock, « Le Cabinet cosmopolite » no 78, 1935
- Un cœur fier (1938), traduit par Germaine Delamain, Paris, Stock, « Le Cabinet cosmopolite » no 89, 1939
- Le Patriote (1939), traduit par Germaine Delamain, Paris, Delamain et Boutelleau, 1940
- Les Nouveaux Dieux (1940), traduit par Mme Pierre Jeanneret, Paris, Delamain et Boutelleau, 1949
- Fils de Dragon (1942), traduit par Jane Filion, Genève, Jeheber, 1943
- La Promesse (1943), traduit par Jane Filion, Genève, Jehelier, 1945
- Histoire d'un Mariage, (1945), traduit par Germaine Delamain, Paris, Stock, 1947
- Pavillon de femmes (1946), traduit par Germaine Delamain, Paris, Stock, 1947
- Liens de sang (1948), traduit par Lola Tranec, Paris, Delamain et Boutelleau, 1950
- Pivoine (1948), traduit par Germaine Delamain, Paris, Stock, 1949
- Le Pain des hommes (1951), traduit par Lola Tranec, Paris, Delamain et Boutelleau, 1952
- La Fleur cachée (1952), traduit par Lola Tranec, Paris, Delamain et Boutelleau, 1953
- Viens, mon bien-aimé, (1953), traduit par Lola Tranec, Paris, Delamain et Boutelleau, 1954
- Impératrice de Chine (1956), traduit par Lola Tranec, Paris, Stock, 1956
- La Lettre de Pékin (1957), traduit par Lola Tranec, Paris, Stock, 1958
- Es-tu le maître de l'aube ? (1959), traduit par Lola Tranec, Paris, Stock, 1960
- Une histoire de Chine (1962), traduit par Lola Tranec, Paris, Stock, 1962
- Terre coréenne (1963), traduit par Lola Tranec, Paris, Stock, 1964
- Le Roi fantôme (1965), traduit par Lola Tranec, Paris, Stock, 1965
- La vie n'attend pas (1966), traduit par Lola Tranec, Paris, Stock, 1967
- L'Histoire de Kim Christopher (1968), traduit par Lola Tranec, Paris, Stock, 1968
- Les Trois Filles de Madame Liang (1969), traduit par Lola Tranec, Paris, Stock, 1970
- Mandala (1970), traduit par Lola Tranec, Paris, Stock, 1971
- L'amour demeure (1972), traduit par Lola Tranec, Paris, Stock, 1972
- L'Arc-en-ciel (1974), traduit par Lola Tranec-Dubled, Paris, Stock, 1975

#### Romans signés John Sedges
- L'Épouse en colère (1947), traduit par Lola Tranec, Paris, Stock, 1962
- Un long amour (1949), traduit par Germaine Delamain, Paris, Stock, 1951
- La Belle Procession (1952), traduit par Denise Niard, Paris, Delamain et Boutelleau, 1953
- Les Voix dans la maison (1953), traduit par Germaine Delamain, Paris, Stock, 1956
- La Grande Aventure (1959), traduit par Colette-Marie Huet, Paris, Stock, 1959

### Recueils de nouvelles
- The First Wife and Other Stories (1933) Publié en français sous le titre La Première Femme de Yuan, traduit par Germaine Delamain, Paris, Stock, Delamain et Boutelleau, 1935
- The Dragon Fish (1944) Publié en français sous le titre Le Dragon magique et autres contes, traduit par Léo Lack, Paris, Stock, 1954
- Far and Near (1949) Publié en français sous le titre D'ici et d'ailleurs, traduit par Lola Tranec, Paris, Stock, 1951
- Fourteen Stories (1961) Publié en français sous le titre Une certaine étoile, traduit par Lola Tranec, Paris, Stock, 1963
- Fairy Tales of the Orient (1965) Publié en français sous le titre Contes d'Orient, traduit par Élisabeth Gille, Paris, Stock, 1966
- The Good Deed and Other Stories (1969) Publié en français sous le titre Le Sari vert, traduit par Lola Tranec, Paris, Stock, 1969
- All Under Heaven (1973) Publié en français sous le titre Sous le même ciel, traduit par Lola Tranec, Paris, Stock, 1973
- East and West Stories (1975) Publié en français sous le titre La Coupe dorée, traduit par Lola Tranec-Dubled, Paris, Stock, 1976
- Secrets of the Heart (1976) Publié en français sous le titre Les Secrets du cœur, traduit par Lola Tranec-Dubled, Paris, Stock, 1977
- Mrs. Stoner and the Sea (1978) Publié en français sous le titre Madame Stoner et la Mer, traduit par Annie Saumont, Paris, Belfond, 1978
- The Lover, and other Stories (1977) Publié en français sous le titre Les Amoureux, traduit par Lola Tranec-Dubled, Paris, Stock, 1978

### Récits biographiques
- The Exile (1936) Publié en français sous le titre L'Exilée, traduit par Germaine Delamain, Paris, Delamain et Boutelleau, 1937
- Fighting Angel (1936) Publié en français sous le titre  L'Ange combattant, traduit par Jeanne Fournier-Pargoire, Delamain et Boutelleau, 1937

### Autobiographies
- My Several Worlds (1954) Publié en français sous le titre Les Mondes que j'ai connus, traduit par Lola Tranec, Paris, Stock, 1955
- A Bridge for Passing (1961) Publié en français sous le titre Je n'oublierai jamais, traduit par Lola Tranec, Paris, Stock, 1963

### Littérature d'enfance et de jeunesse
- The Beech Tree (1954), contes pour enfants Publié en français sous le titre Le Vieux Hêtre, suivi de Le Fantôme de Noël et de La Nuit merveilleuse, traduit par Marcelle Vérité, Paris, Casterman, 1961
- Matthew, Mark, Luke and John and The Big Fight (1967) Publié en français sous le titre Les Grands Amis, traduit par Lola Tranec, Paris, Stock, 1968
- Once Upon a Christmas (1972) Publié en français sous le titre Noëls, traduit par Lola Tranec, Paris, Stock, 1974

### Œuvres non romanesques
- Of Men and Women (1941) Publié en français sous le titre Hommes et femmes, traduit par Lola Tranec, Paris, Stock, 1973
- The Child Who Never Grew (1950) Publié en français sous le titre L'Enfant qui ne devait jamais grandir, traduit par Lola Tranec, Paris, Stock, 1950
- Children for Adoption (1965) Publié en français sous le titre Les Enfants abandonnés, traduit par Lola Tranec, Paris, Stock, 1966
- For Spacious Skies (1966), en collaboration avec Theodore F. Harris Publié en français sous le titre Pour un ciel plus bleu, traduit par Lola Tranec, Paris, Stock, 1968
- The People of Japan (1966) Publié en français sous le titre Le Peuple du Japon, traduit par Lola Tranec, Paris, Stock, 1967
- To my Daughters with Love (1967) Publié en français sous le titre À mes filles, traduit par Lola Tranec, Paris, Stock, 1969
- The Kennedy Women (1970) Publié en français sous le titre Les Femmes Kennedy, traduit par Lola Tranec, Paris, Stock, 1970
- China as I See It (1970) Publié en français sous le titre La Chine comme je la vois, traduit par Lola Tranec, Paris, Stock, 1971
- The Story Bible (1971) Publié en français sous le titre La Bible racontée, traduit par Lola Tranec, Paris, Stock, 1972

### Traduction
- All Men Are Brothers (1933), traduction d'Au bord de l'eau, roman classique chinois

## Adaptations
- 1937 : Visages d'Orient ou La Terre chinoise (The Good Earth) (d'après son roman éponyme)
- 1944 : Les Fils du dragon (Dragon Seed) (d'après son roman éponyme)
- 1945 : China Sky (d'après son roman éponyme)
- 1954 : Da di (The Earth) (d'après son roman éponyme)
- 1961 : The Big Wave (roman & scénario)
- 1962 : Une histoire de Chine (Satan Never Sleeps) (roman The China Story)
- 1965 : Guide
- 1977 : The Gift (histoire)
- 2001 : Pavilion of Women (d'après son roman éponyme)

## Hommages
- 1973 : cérémonie d'admission au National Women's Hall of Fame[11].
- Le cratère vénusien Buck a été nommé en son honneur.